# Abludomelita oba
Abludomelita oba är en kräftdjursart. Abludomelita oba ingår i släktet Abludomelita och familjen Melitidae. Inga underarter finns listade i Catalogue of Life.